# كانبرا تايمز
كانبرا تايمز (بالإنگليزية: The Canberra Times) هي صحيفة أسترالية كانت انطلاقتها سنة 1926 بالعاصمة الأسترالية كانبرا حيث أسّسها الصحفي آرثر شكسبير، وهي ثانية صحيفة تصدر في كانبرا بعد صحيفة ذي فيدرال كاپتال پايونير (بالإنگليزية: The Federal Capital Pioneer)، وقد انتقلت ملكيتها إلى مجموعة فايرفاكس الإعلامية في الستينيات، ثم بيعت في فترة لاحقة إلى شركة پبلشنگ آند برودكاستنگ (PBL)، ومنها إلى شركة رورال پرس، ثم رجعت إلى فايرفاكس سنة 2007 حين اتحدت شركتي رورال پرس وفايرفاكس. وكانت أول مرة تصدر الجريدة إلكترونياً في الحادي عشر من مارس / آذار 1997 م.